# Jemez Mountains
Jemez Mountains je vulkanické pohoří v Sandoval County a Los Alamos County, na severu Nového Mexika, ve Spojených státech amerických.
Leží severozápadně od měst Los Alamos a Santa Fé.
Jemez Mountains je součástí jihovýchodní Koloradské plošiny. Nejvyšší horou je Chicoma Mountain (3 524 m).
Oblast pohoří tvoří skalnaté vrcholky hor, lesy, louky, potoky, jezera a vodopády. S předchozí vulkanickou aktivitou pak souvisí horké prameny, fumaroly a rozlehlá kaldera obklopená vrcholky vyhaslých vulkánů. Jihovýchodní částí pohoří prochází místy scénická státní silnice č. 4.
Jemez Mountains je pojmenované podle řeky Jemez River, přítoku Rio Grande.